# ヴァンガードTV3

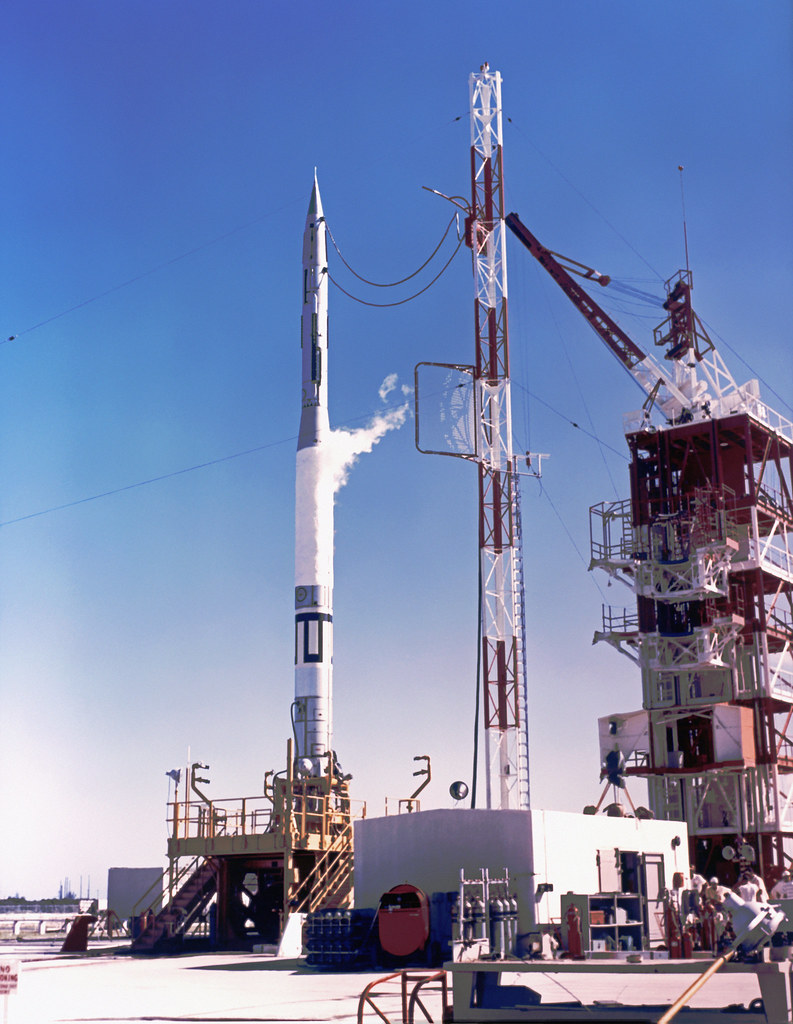
打ち上げ準備中のヴァンガードロケットとTV3。

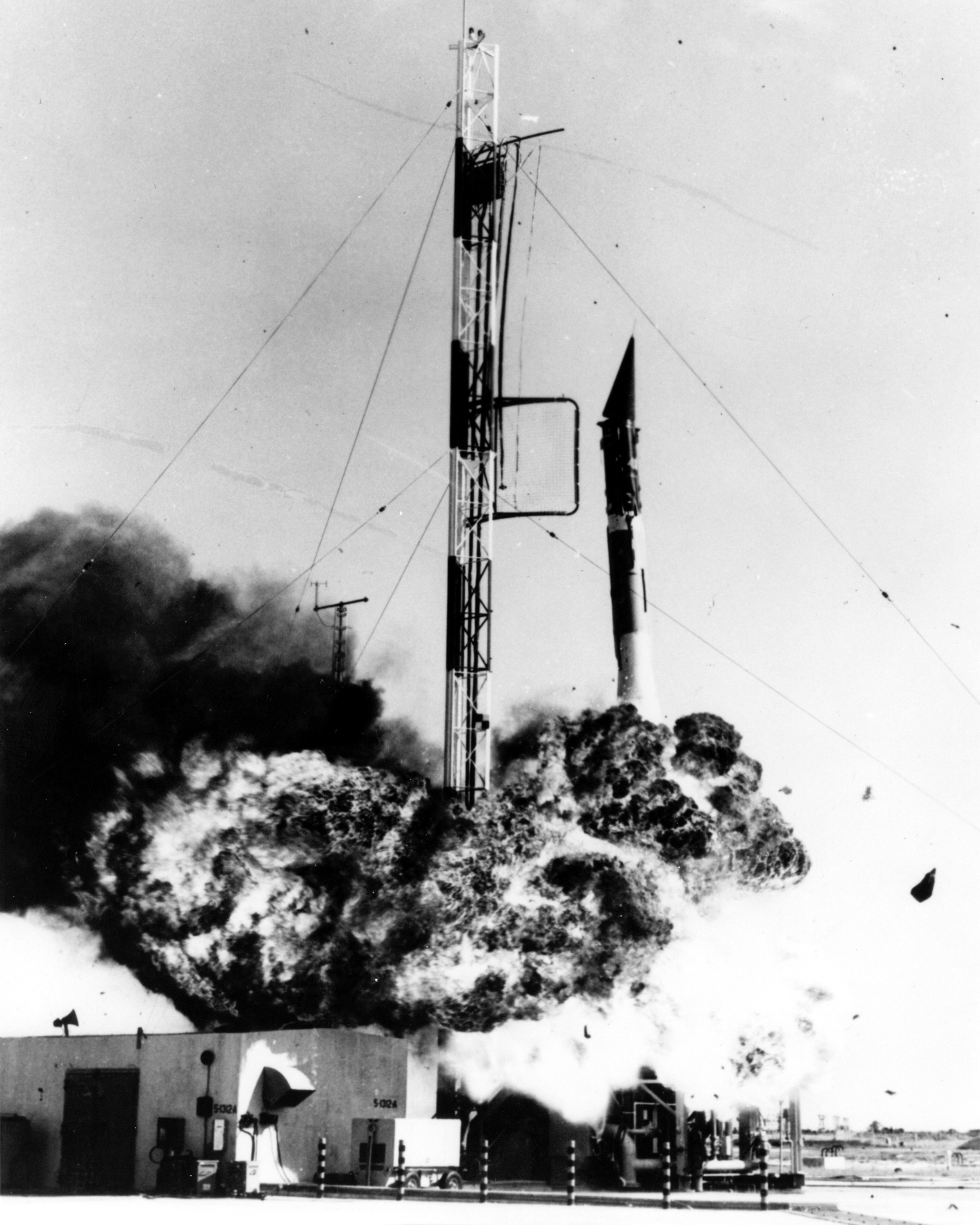
発射台上で崩壊するヴァンガードロケットとTV3。

ヴァンガードTV3（英語: Vanguard TV3, 「TV」は試験機を意味する「test vehicle」の略）とは、1957年12月6日に打ち上げが試みられたアメリカの人工衛星である。同年10月に世界初の人工衛星となったソ連のスプートニク1号に対抗したもので、アメリカ初の衛星打ち上げの試みだったが、発射直後にロケットのエンジンが異常を起こし失敗した。

## 計画
ヴァンガードTV3はヴァンガード計画の一環として開発され、打ち上げロケットにもヴァンガードの名前が与えられている。当時はアメリカ航空宇宙局 (NASA) の設立前で、陸軍と海軍が別個の衛星打ち上げ計画を進めていたが、このうち海軍によって主導されたのがヴァンガード計画だった。TV3以前にはTV0・TV1・TV2の3機が弾道飛行を果たしており、スプートニクの打ち上げが行われた際にはTV2の発射準備が進められている最中だった。
ヴァンガードTV3は、後に打ち上げに成功したヴァンガード1号とほぼ同型機で、直径15.2cm、質量1.36kgの球形をしている。スプートニク1号と比べ直径・質量はそれぞれ4分の1と60分の1に過ぎなかったが、太陽電池による発電を可能としていた点では先進的だった。内部には108MHzと108.03MHzの無線送信機を装備し、6本のアンテナが突き出ている。また、衛星内の温度を測定するために2個のサーミスタを搭載した。

## 打ち上げとその後

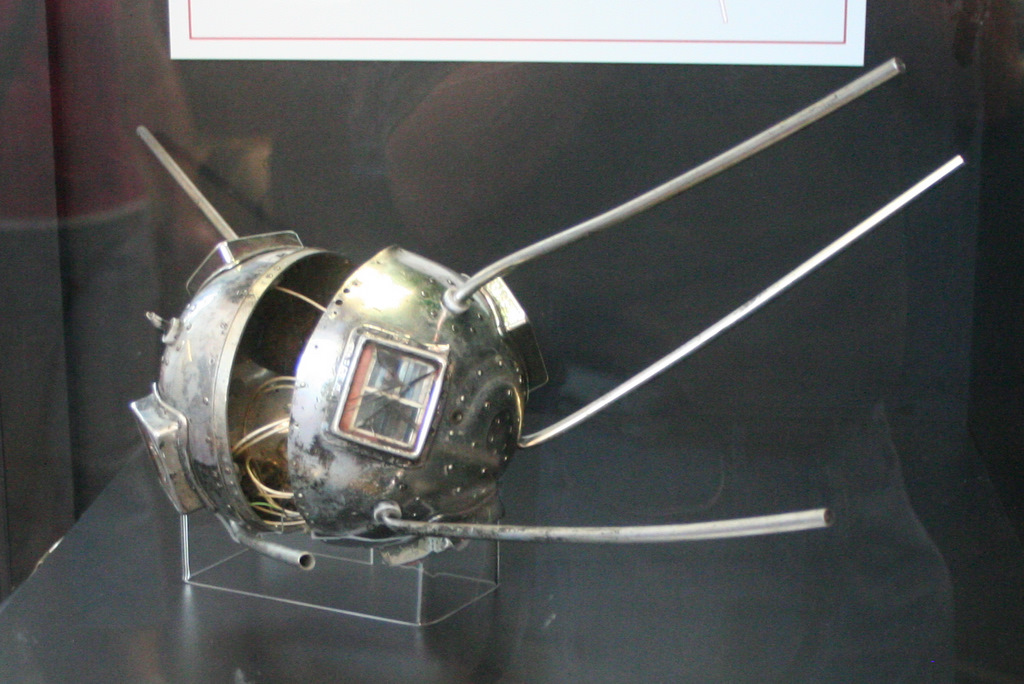
回収されたヴァンガードTV3実機

1957年12月6日、ヴァンガードTV3はヴァンガードロケットに乗せられケープ・カナベラル空軍基地から打ち上げられた。しかしリフトオフから2秒後にエンジンの推力が低下し、ロケットは燃料を満載したまま発射台上に崩れ落ちて爆発した。台座は大きな損傷を受け大規模な修繕を余儀なくされたが、人工衛星は完全に破壊されるには至らず、付近に転がり電波を送信し続けていた。
エンジンが停止した正確な原因は不明だが、燃料配管の不良によるものだと推定されている。
これを受けアメリカの各メディアは、「カプートニク」（Kaputnik, ぶち壊れ衛星）、「ステイプットニク」（Stayputnik, 動かない衛星）など、先に打ち上げられた「スプートニク」を捩った造語とともにセンセーショナルに失敗を伝え、スプートニク・ショックをあおった。
1958年1月には、陸軍のチームがアメリカ初の人工衛星エクスプローラー1号を成功裏に打ち上げ、海軍のヴァンガード計画は先を越される形となった。2月に入ってヴァンガードTV3バックアップ機 (TV3BU) の打ち上げが行われたが、発射57秒後に制御システムの異常でロケットが空中分解し、再度の失敗に終わった。ヴァンガード計画の最初の成功は3月のTV4（ヴァンガード1号）を待たねばならなかった。
なお、TV3の実機は事故現場から回収され、アメリカの国立航空宇宙博物館で展示されている。